# Sermamagny
Sermamagny is een gemeente in het Franse departement Territoire de Belfort (regio Bourgogne-Franche-Comté) en telt 844 inwoners (2004).
De gemeente maakt deel uit van het arrondissement Belfort en sinds 22 maart 2015 tot het kanton Valdoie. Daarvoor maakte het deel uit van het kanton Giromagny.

## Geografie
De oppervlakte van Sermamagny bedraagt 7,9 km², de bevolkingsdichtheid is 106,8 inwoners per km².
De Étang du Malsaucy, een 55 ha groot meer, ligt gedeeltelijk in de gemeente.
De onderstaande kaart toont de ligging van Sermamagny met de belangrijkste infrastructuur en aangrenzende gemeenten.

## Demografie
Onderstaande figuur toont het verloop van het inwonertal (bron: INSEE-tellingen).